# Стандартизована мова
Стандартизована мова або стандартизований різновид можуть бути визначені як різновид мовлення, який використовується населенням у суспільних цілях або як різновид, який зазнав стандартизації.
Зазвичай різновиди, що стають стандартизованими, — це місцеві діалекти, якими розмовляють у центрах комерції та в уряді, де виникає потреба у різноманітті, що обслуговуватиме більше місцевих потреб.
Стандартизація зазвичай передбачає фіксовану орфографію, кодифікацію в авторитетних граматиках і словниках та загальне визнання цих стандартів.
Стандартизована письмова мова іноді називається німецьким словом Schriftsprache — «письмова мова».
Плюрицентрична мова має кілька взаємодіючих стандартних різновидів.
Наприклад, англійська, французька, португальська, німецька, корейська, іспанська, шведська, вірменська та китайська.
Моноцентричні мови, такі як російська та японська, мають лише одну стандартизовану версію.
У східноєвропейській лінгвістичній традиції синонімом терміна «стандартна мова» є термін «літературна мова».

## Стандартизація
Стандартний різновид розроблений з групи пов'язаних різновидів.
Це може бути зроблено шляхом підвищення одного різновиду над іншими, наприклад, місцевого різновиду, що використовується в центрах управління або культури.
Як альтернатива, новий різновид може бути визначений як вибірка ознак з існуючих різновидів.
Фіксована орфографія зазвичай створюється для письмових різновидів.
Вона може бути кодифікована в нормативних словниках та граматиках або згідно з узгодженою збіркою зразкових текстів.
Незалежно від того, чи ці словники та граматики створюються приватними особами (наприклад словник Вебстера) чи державними установами, вони стають стандартизованими, якщо вони розглядаються як такі, що мають повноваження використовуватися для виправлення мови.
Фіксована письмова форма та наступна кодифікація роблять стандартизований різновид більш стійким ніж суто розмовні різновиди та створюють основу для подальшого розвитку або розширення.
Цей різновид стає нормою для написання, використовується у трансляції та для офіційних цілей і є формою, яку вивчають іноземці.
За допомогою цього процесу стандартизований різновид набуває престижу та більшого функціонального значення, ніж місцеві різновиди.
Кажуть, що ці різновиди залежать від або є гетерономічними по відношенню до стандартизованого різновиду, тому що мовці читають і записують стандарт, використовують його як авторитет в таких питаннях, як особливий вокабуляр, а будь-які стандартизуючі зміни у їхній мові відносяться до цього стандарту.